# Solo 750

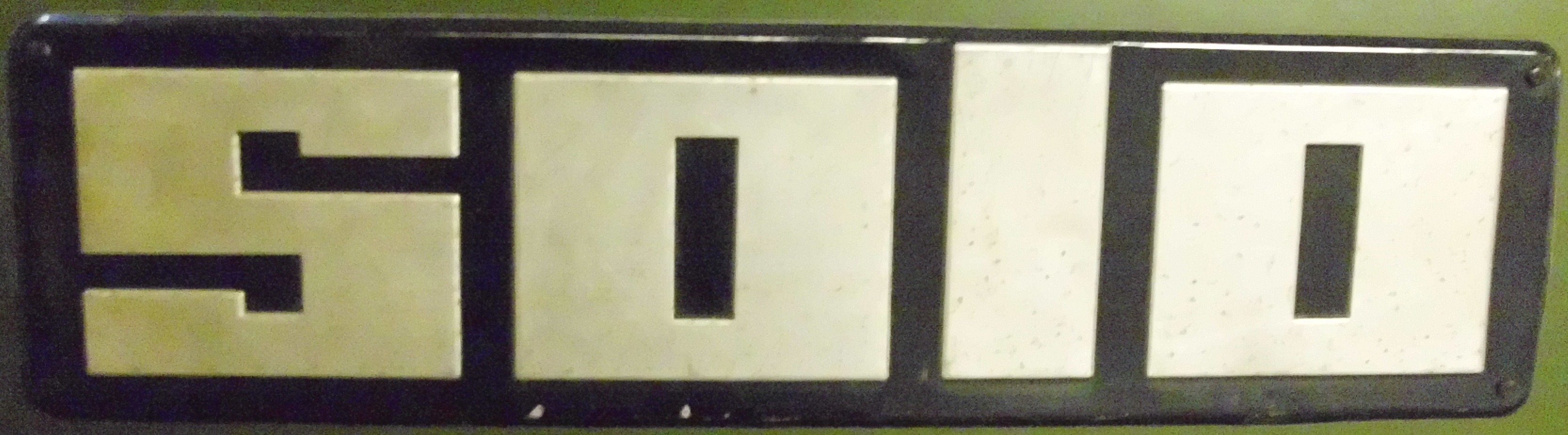
Emblem

Der Solo 750 ist ein offenes, geländegängiges Amphibienfahrzeug. Hergestellt wurde er von Solo Kleinmotoren in Sindelfingen. Hinten an der zweisitzigen Kunststoffkarosserie befindet sich eine kleine, integrierte Ladefläche. Durch die Anordnung der sechs angetriebenen Räder wird eine große Kriech- und Geländefähigkeit erreicht. Im Wasser erfolgt der Antrieb durch die grobstolligen, ballonartigen Niederdruckreifen, die wie Paddelräder wirken. Gelenkt wird der Solo durch das Abbremsen der rechten oder linken Radreihe.

## Geschichte
Die Vorstellung des Solo 750 erfolgte 1971. Letztes Jahr der Herstellung war vermutlich 1981. In diesem Jahr tauchte das Fahrzeug zuletzt im Auto Katalog auf. Eine andere Quelle bestätigt den Bauzeitraum von 1971 bis 1981 und gibt an, dass 96 Fahrzeuge gefertigt wurden.

## Technik
Der Solo 750 hat einen Solo-Zweizylinder-Zweitaktmotor mit 430 Kubikzentimetern Hubraum und einer Leistung von 15 kW (20 PS). Er treibt über ein stufenloses automatisches Keilriemengetriebe alle Räder an. Der Wendekreis beträgt etwa 3,5 Meter. Die Höchstgeschwindigkeit liegt bei 48 km/h (51 km/h). Das Fahrzeug ist 215 cm lang, 140 cm breit und 108 cm hoch. Es wiegt leer 410 kg und hat ein zulässiges Gesamtgewicht von 600 kg. Der Kraftstofftank fasst 24 Liter.

## Besonderheiten
Der Solo 750 war während seiner Bauzeit in Deutschland das einzige 6×6 ATV (All-Terrain Vehicle) mit Straßenzulassung. Laut Herstellerangabe wurden 96 Fahrzeuge gebaut. Zehn davon wurden in den Nahen Osten exportiert, von denen jedoch nur acht ankamen. Zwei davon verschwanden während des Transports hinter dem Eisernen Vorhang.

## Trivia
Dem Fernsehpublikum dürfte der Solo 750 vor allem dadurch bekannt geworden sein, dass er zeitweise von den Tierfilmern Ernst Arendt und Hans Schweiger bei Filmaufnahmen zur Serie Tiere vor der Kamera eingesetzt wurde.
Einen weiteren Auftritt hatte das Fahrzeug in dem Film Zwei tolle Käfer räumen auf und als ferngesteuertes Erkundungsfahrzeug im Film Stargate, in dem Roland Emmerich, der Bruder des Geschäftsführers der SOLO Kleinmotoren, Regie führte.
Außerdem hat der Solo 750 mehrere Auftritte in der Kinodokumentation Fly Rocket Fly – Mit Macheten zu den Sternen (2018), der die Geschichte der schwäbischen Raketenpioniere der OTRAG erzählt. Hier wird der Solo 750 eingesetzt um ein unwegsames Hochplateau in Zaire urbar zu machen, um dort einen Weltraumbahnhof zu errichten.